# Handvision
Handvision est un logiciel d'observation et de statistiques sur les matches de Handball.
Il est écrit en langage Windev 12 basé sur Hyperfile, il a été créé en 1996 par A. Steiger et régulièrement réactualisé.
Développé pour les entraîneurs de Handball, le logiciel Handvision est utilisé  par la fédération française de handball lors des matches internationaux et obligatoirement par tous les  clubs du secteur Elite de la FFHB et de la Ligue Nationale de Handball, soit les clubs de division 1 et 2 Hommes et division 1 Femmes.
Outil complet, le logiciel est traduit en trois langues (français, allemand, anglais) et bientôt en italien et espagnol.
Il est interfacé avec des logiciels d'analyse vidéo notamment le logiciel TeamPro de la société Dartfish.
La dernière version diffusée est la v12.29